# 大震災神岡庄殉難者追悼碑
大震災神岡庄殉難者追悼碑，是一座位於臺灣臺中市神岡區旁的紀念碑，因紀念1935年新竹-台中地震殉難者而興建而設立，今未列為文化資產。

## 沿革
1935年4月21日清晨，臺灣中部發生芮氏規模為7.1大地震，造成當時海岸線及舊山線地區受災嚴重。其中神岡庄房屋傾倒近3,000棟、死者537位、傷者2,150位，僅次於內埔庄（今后里區）成為當時傷亡人數次高之行政區。其中神岡庄役場廳舍在災害期間維持運作功能，然而庄內中心幾乎所有街屋建物都受到波及而毀損。
震災後一個月即5月22日。神岡公學校由庄長呂季園率領下神岡庄各界舉辦聯合追悼會，隨後，協議會於8月6日由呂季園召開會議完整說明當年地震發生經過、救難過程、財物及人員損傷情形暨災後各項復原重建措施。隔年，臺灣中部幾個較嚴重的災區或特殊地點皆立有碑銘，藉以撫卹「慰靈」與「追悼殉難者」，神岡庄的殉難者追悼碑也於此時建立，並設立於神岡庄衛生所廣場廣場，每逢震災紀念日，則由行政首長帶領各界人士奠祭震災亡魂。

## 設計
殉難者追悼碑採用花崗石作為主要結構，由惠安許氏勒石，臺中州知事日下辰太署名。碑體為四角柱體，基座含石碑本體高351.5公分，正面刻有「大震災神岡庄殉難者追悼碑」，側面有「台中州知事正五位勳三等日下辰太書」、「惠安許成財勒」之落款。背面刻有記事：

昭和十年歲乙亥四月二十有一日，中部台灣一帶突發未曾有之大地震，一時地裂山崩，牆傾棟折，為此被壓而殞命者，為數甚鉅。我神岡庄之遇害僅亞於同郡最劇之內埔庄。庄人死難者，年齒最高之陳尖氏外，男女老幼多至五百三十七人。嗚呼哀哉！事經期年，慘狀在目，謹記概略，用識悼意云爾。
昭和十一年丙子四月吉日 神岡庄立

## 外部連結
- 大震災神岡庄殉難者追悼碑- 臺灣記憶- 國家圖書館